# Back Journal direkt
Back Journal direkt ist ein deutschsprachiges, überregionales Fachmagazin, das in Deutschland, Österreich und der Schweiz vertrieben wird. Zielgruppe sind alle Mitarbeiter im Verkauf der Backbranche. Das Magazin wird viermal im Jahr durch die Inger Verlagsgesellschaft veröffentlicht, die sich auf Veröffentlichungen im Bäckerhandwerk spezialisiert hat. Der verantwortliche Chefredakteur ist Dirk Waclawek. Das Magazin erschien erstmals im Herbst 2010 und seit 2011 quartalsweise. Mit der Ausgabe Mai 2018 wurde das Magazin vom Inhalt und Layout neu überarbeitet.
Inhaltlich behandelt das Magazin die aktuellen Anforderungen für Bäckereifachverkäufer und informiert unter anderem über Angebotspräsentation, Kundenbindung, Rohstoffkunde und Hygiene. Des Weiteren erhalten Inhaber Hinweise über Weiter- und Ausbildungswerkzeuge sowie Praxistipps für den Kundenumgang und Verkauf. 